# برنار مالیووار
برنار مالیووار (انگلیسی: Bernard Malivoire; ۲۰ آوریل ۱۹۳۸ – ۱۸ دسامبر ۱۹۸۲) قایقران روئینگ اهل فرانسه بود.